# Szentpéterúr, Zala
Szentpéterúr  este un sat în districtul Zalaegerszeg, județul Zala, Ungaria, având o populație de 1.033 de locuitori (2011). 

## Demografie
Componența etnică a satului Szentpéterúr
     Maghiari (78,62%)
     Romi (19,43%)
     Germani (1,95%)
Componența confesională a satului Szentpéterúr
     Romano-catolici (51,79%)
     Fără religie (6,68%)
     Necunoscută (40,08%)
     Alte religii (3,78%)
Conform recensământului din 2011, satul Szentpéterúr avea 1.033 de locuitori. Din punct de vedere etnic, majoritatea locuitorilor (78,62%) erau maghiari, existând și minorități de romi (19,43%) și germani (1,95%).  Din punct de vedere confesional, majoritatea locuitorilor (51,79%) erau romano-catolici, cu o minoritate de persoane fără religie (6,68%). Pentru 40,08% din locuitori nu este cunoscută apartenența confesională.